# Canton du Puy-en-Velay-3
Le canton du Puy-en-Velay-3 est une circonscription électorale française du département de la Haute-Loire.

## Histoire
Un nouveau découpage territorial de la Haute-Loire entre en vigueur à l'occasion des premières élections départementales suivant le décret du 17 février 2014. Les conseillers départementaux sont, à compter de ces élections, élus au scrutin majoritaire binominal mixte. Les électeurs de chaque canton élisent au Conseil départemental, nouvelle appellation du Conseil général, deux membres de sexe différent, qui se présentent en binôme de candidats. Les conseillers départementaux sont élus pour 6 ans au scrutin binominal majoritaire à deux tours, l'accès au second tour nécessitant 12,5 % des inscrits au 1er tour. En outre la totalité des conseillers départementaux est renouvelée. Ce nouveau mode de scrutin nécessite un redécoupage des cantons dont le nombre est divisé par deux avec arrondi à l'unité impaire supérieure si ce nombre n'est pas entier impair, assorti de conditions de seuils minimaux. Dans la Haute-Loire, le nombre de cantons passe ainsi de 35 à 19.
Le nouveau canton du Puy-en-Velay-3 est formé d'une fraction du Puy-en-Velay et de communes de l'ancien canton du Puy-en-Velay-Est (3 communes). Il est entièrement inclus dans l'arrondissement du Puy-en-Velay. Le bureau centralisateur est situé au Puy-en-Velay.

## Représentation
| Période élective | Période élective | Mandat | Mandat   | Identité               | Nuance | Nuance | Qualité |
| ---------------- | ---------------- | ------ | -------- | ---------------------- | ------ | ------ | --- |
| 2015             | 2021             | 2015   | 2021     | Laure Blée             |        | PS     | Comptable, Brives-Charensac                                                                                    |
| 2015             | 2021             | 2015   | 2021     | André Cornu            |        | DVG    | Enseignant en électrotechnique, Maire de Saint-Germain-Laprade (depuis 2014)                                   |
| 2021             | 2028             | 2021   | en cours | Gilles Delabre         |        | DVC    | Instituteur retraité Maire de Brives-Charensac (depuis 2014)                                                   |
| 2021             | 2028             | 2021   | en cours | Blandine Deleau Ferret |        | DVC    | Mandataire judiciaire à la protection des majeurs Conseillère municipale (opposition) de Saint-Germain-Laprade |

### Résultats détaillés

#### Élections de mars 2015
À l'issue du 1er tour des élections départementales de 2015, deux binômes sont en ballotage : Laure Blée et André Cornu (PS, 37,12 %) et Jean-Paul Bringer et Anne-Marie Chaussende (DVD, 33,83 %). Le taux de participation est de 50,33 % (4 198 votants sur 8 341 inscrits) contre 53,67 % au niveau départemental et 50,17 % au niveau national.
Au second tour, Laure Blée et André Cornu (PS) sont élus avec 53,7 % des suffrages exprimés et un taux de participation de 51,94 % (2 155 voix pour 4 332 votants et 8 341 inscrits).

#### Élections de juin 2021
Le premier tour des élections départementales de 2021 est marqué par un très faible taux de participation (33,26 % au niveau national). Dans le canton du Puy-en-Velay-3, ce taux de participation est de 42,26 % (3 557 votants sur 8 417 inscrits) contre 40,17 % au niveau départemental. À l'issue de ce premier tour,  le binôme constitué de Gilles Delabre et Blandine Deleau Ferret (DVC , 62,27 %), est élu avec 62,27 % des suffrages exprimés.

## Composition
| Nom                                     | Code Insee | Intercommunalité   | Superficie (km2) | Population (dernière pop. légale)               | Densité (hab./km2) | Modifier                                    |
| --------------------------------------- | ---------- | ------------------ | ---------------- | ----------------------------------------------- | ------------------ | ------------------------------------------- |
| Le Puy-en-Velay (bureau centralisateur) | 43157      | CA du Puy-en-Velay | 16,79            | Fraction : 1 892 (2022) Commune : 18 989 (2022) | 1 131              | modifier les données · modifier les données |
| Blavozy                                 | 43032      | CA du Puy-en-Velay | 6,38             | 1 722 (2022)                                    | 270                | modifier les données · modifier les données |
| Brives-Charensac                        | 43041      | CA du Puy-en-Velay | 4,87             | 4 242 (2022)                                    | 871                | modifier les données · modifier les données |
| Saint-Germain-Laprade                   | 43190      | CA du Puy-en-Velay | 28,09            | 3 459 (2022)                                    | 123                | modifier les données · modifier les données |
| Canton du Puy-en-Velay-3                | 4314       |                    |                  | 11 315 (2022)                                   |                    | modifier les données                        |

Le canton du Puy-en-Velay-3 comprend :
1. trois communes entières,
2. la partie de la commune du Puy-en-Velay située à l'est et au nord d'une ligne définie par l'axe des voies et limites suivantes : à partir de la limite territoriale de la commune de Chadrac, boulevard du Maréchal-Joffre, rue du Faubourg-Saint-Jean, rue Droite, place du Pallet, rue Chèvrerie, rue du Portail-d'Avignon, avenue Georges-Clemenceau, carrefour de Baccarat, rue Pierre-Farigoule, boulevard Bertrand-de-Doué, avenue des Belges, jusqu'à la limite territoriale de la commune de Brives-Charensac.

## Démographie
En 2022, le canton comptait 11 315 habitants, en évolution de +0,61 % par rapport à 2016 (Haute-Loire : +0,36 %, France hors Mayotte : +2,11 %).
| 2013   | 2018   | 2022   |
| ------ | ------ | ------ |
| 11 203 | 11 221 | 11 315 |